# Flexicalymene
Flexicalymene is een geslacht van uitgestorven trilobieten van de orde Phacopida, onderorde Calymenina, dat leefde van het Ordovicium tot het Siluur. 

## Beschrijving
Deze vijf centimeter lange trilobiet kenmerkt zich door een lipachtige rand voor de glabella.

## Vindplaatsen
Ze worden overvloedig gevonden in Noord-Amerika. Flexicalymene-exemplaren kunnen worden verward met Calymene, Gravicalymene, Diacalymene en een paar andere 'Calymenina'-geslachten. Ze worden gebruikt als een indexfossiel in het Ordovicium. Ohio en Noord-Amerika staan er vooral om bekend rijk te zijn aan Flexicalymene-fossielen. Soorten zijn F. meeki en F. retrorsa (Ohio, Kentucky en Indiana), F. granulosa (Ohio, Kentucky en Quebec), F. senaria (Quebec, Vermont en New York) en F. croneisi (Ontario).

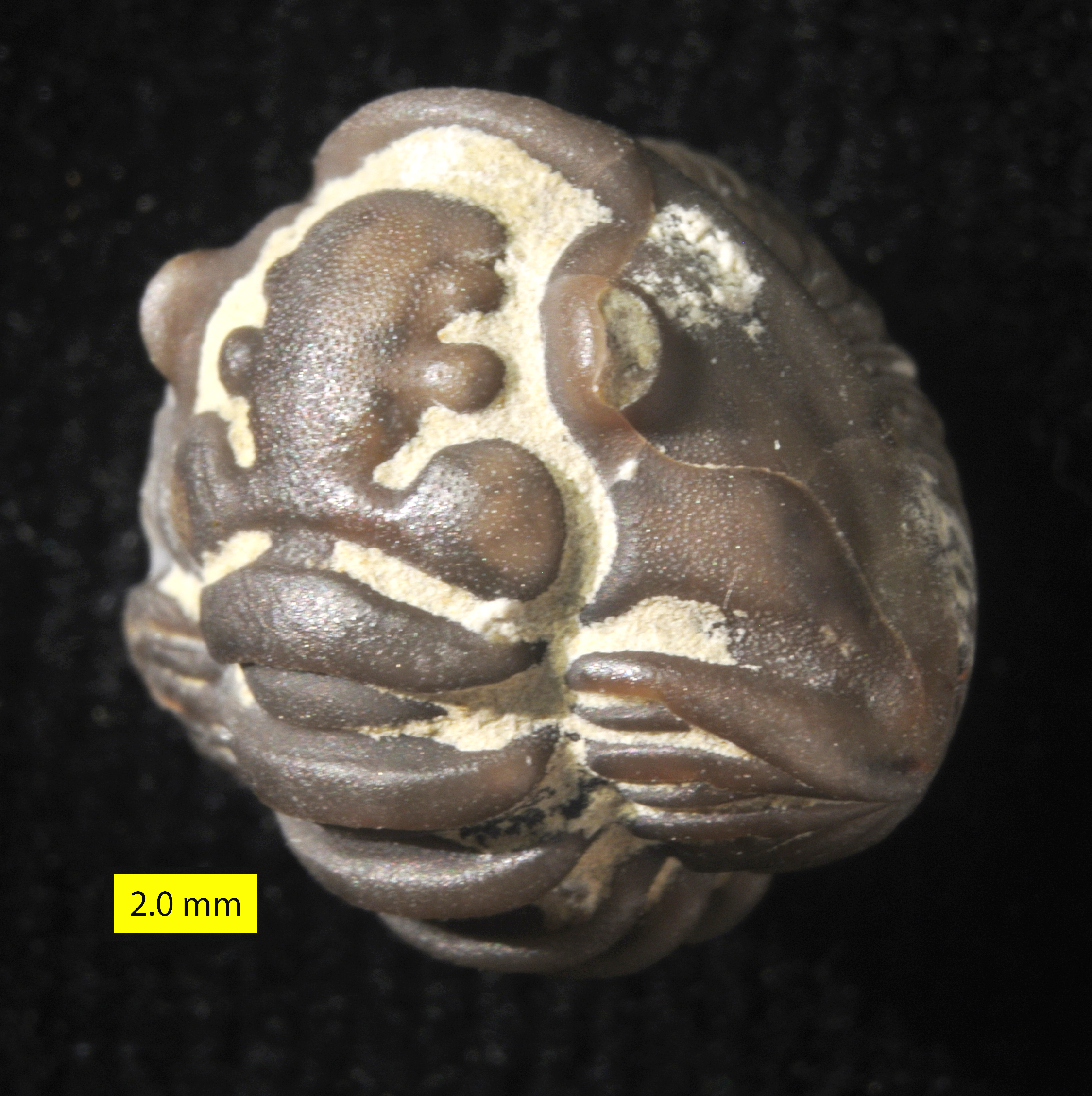
Flexicalymene meeki; Waynesville Formation; Boven-Ordovicium; Caesar Creek, Ohio.
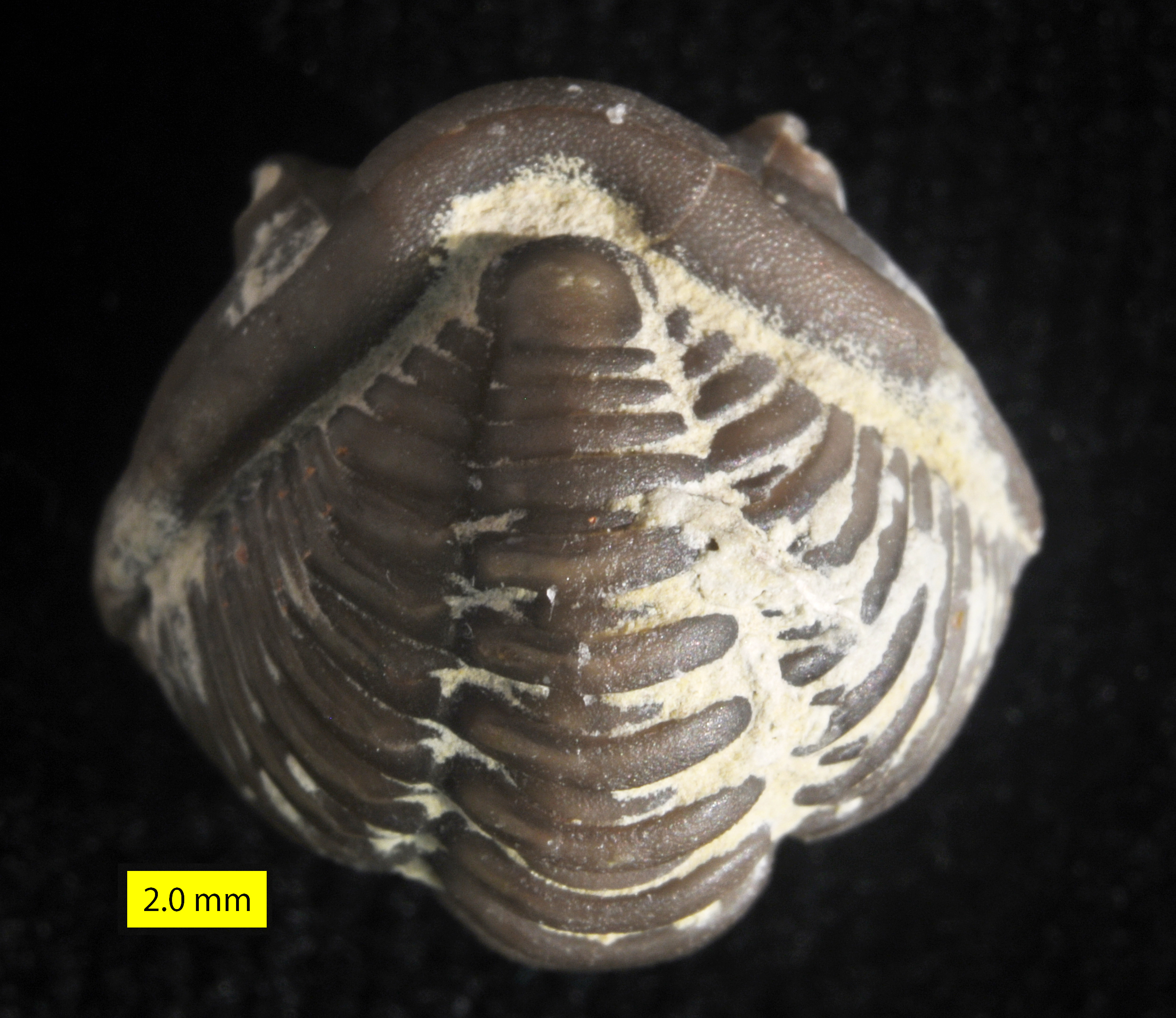
Flexicalymene meeki; Waynesville Formation; Boven-Ordovicium; Caesar Creek, Ohio.
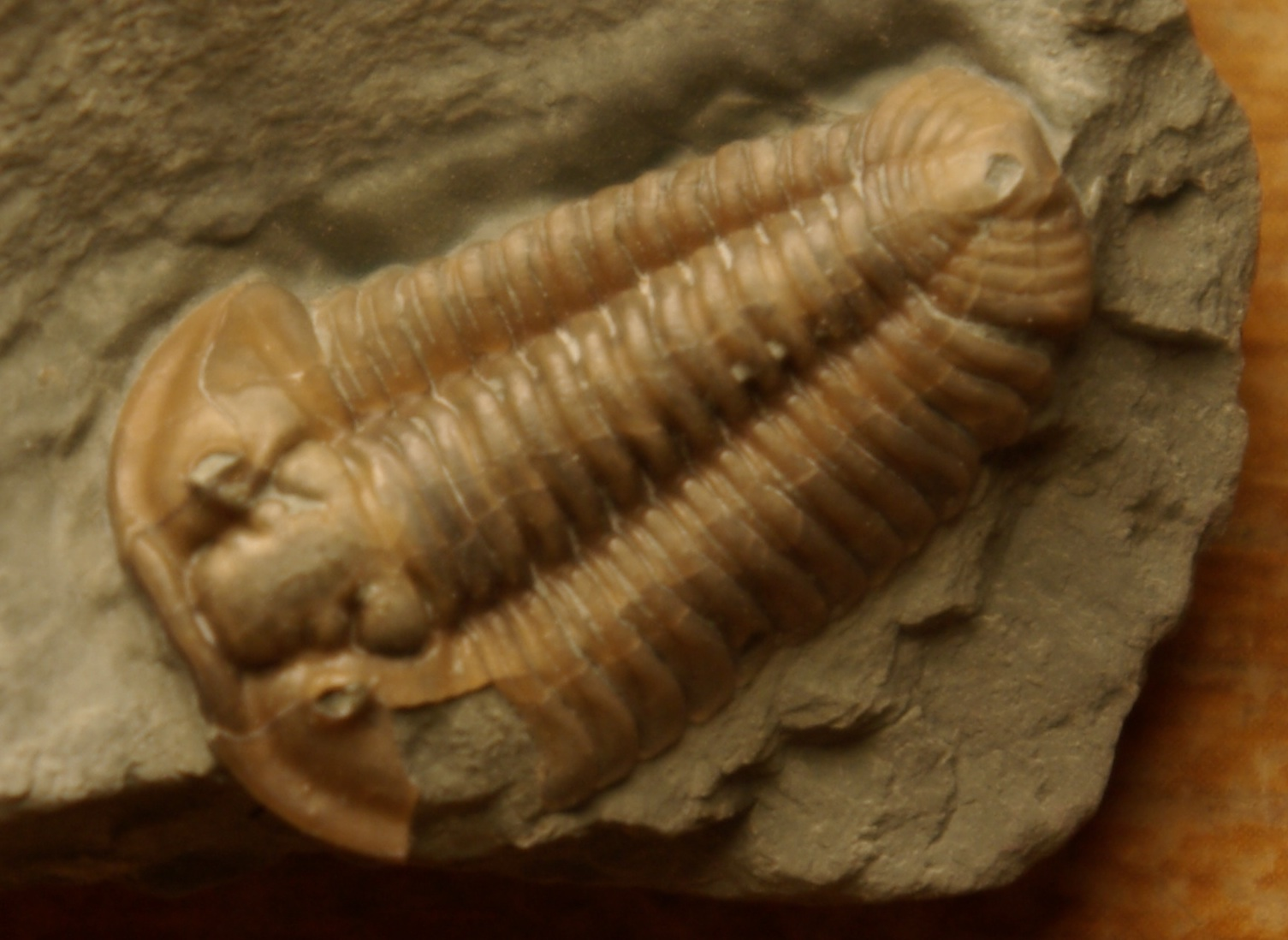
F. meeki
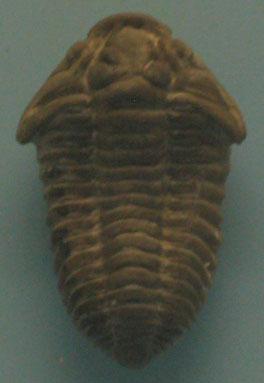
Flexicalymene Flexicalymene-soorten tentoongesteld in het State Museum of Pennsylvania. Specimen is ongeveer 3 cm lang
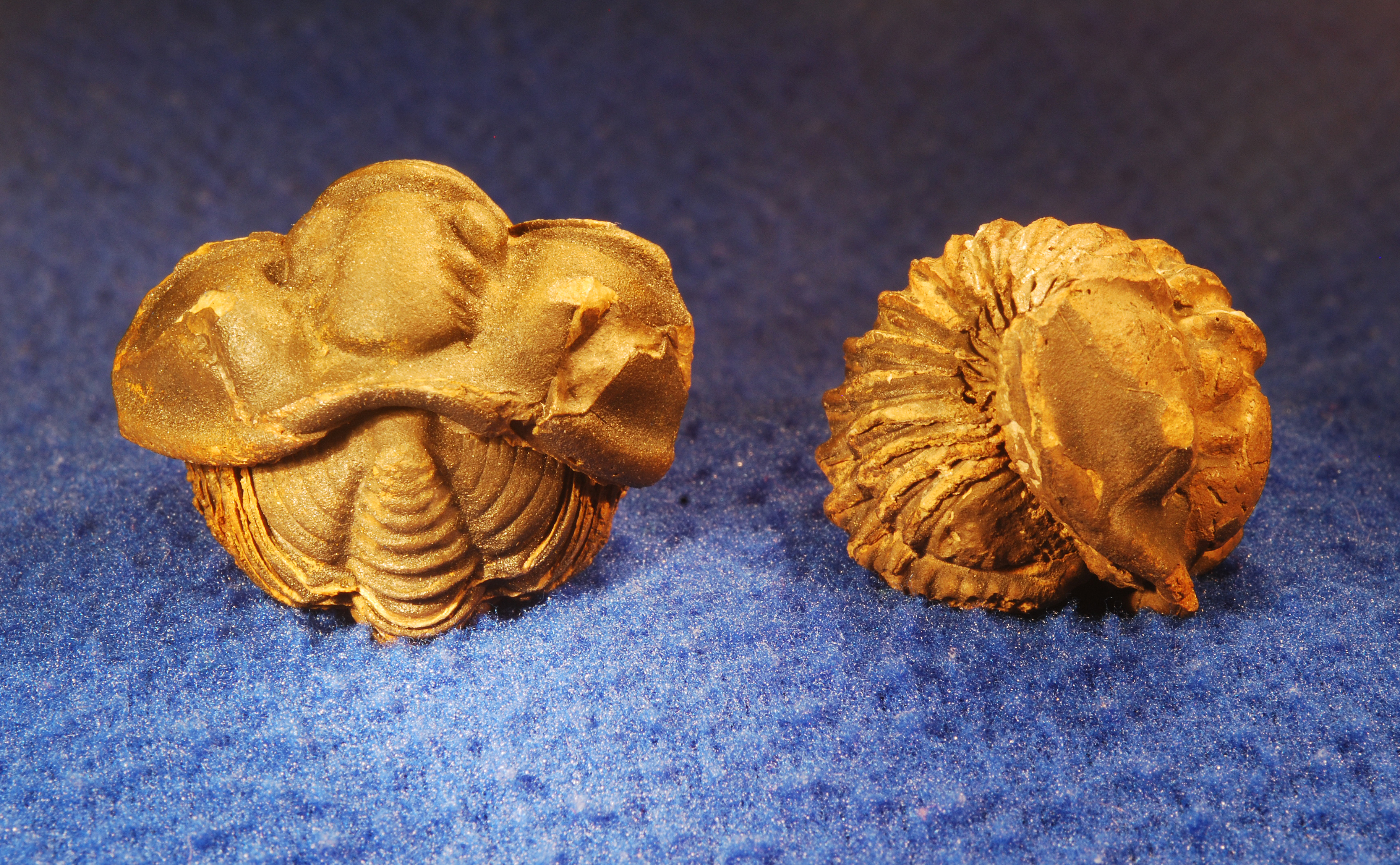
Rolled F. ouzregui